# Marcos Giron
Marcos Andres Giron (în spaniolă Marcos Girón; n. 24 iulie 1993, Thousand Oaks, California, SUA) este un tenismen profesionist american. Cea mai înaltă poziție la simplu în clasamentul ATP este locul 37 mondial, în august 2024 iar la dublu locul 194 mondial, la 1 august 2022. A câștigat la simplu băieți la Turneul de tenis de la Ojai în 2009. În 2014, Giron a câștigat titlul de simplu la Campionatele de tenis NCAA Division I din 2014 pentru UCLA.